# Фатик (область)
Фати́к (фр. Fatick, волоф Fatik) — область в Сенегале. Административный центр — город Фатик. Площадь — 7 935 км², население — 649 500 человек (2010 год).

## География
На северо-западе граничит с областью Тиес, на севере с областью Диурбель, на северо-востоке с областью Кафрин, на востоке с областью Каолак, на юге с Гамбией. На западе омывается водами Атлантического океана.
Исторической достопримечательностью является находящийся здесь небольшой город Соконе.

## Административное деление
Административно область подразделяется на 3 департамента:

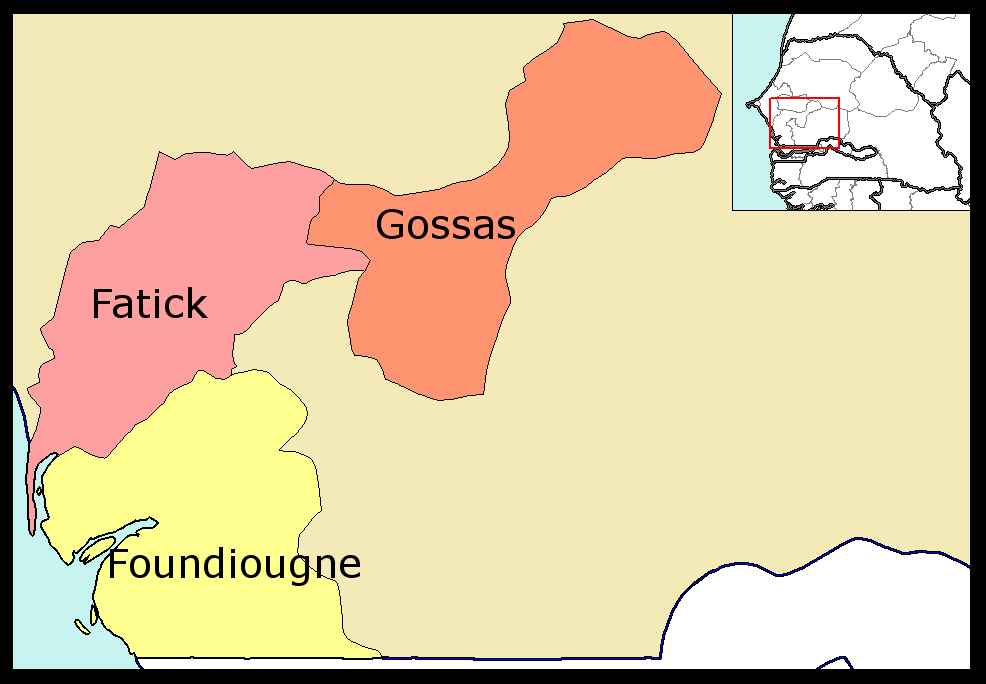
Департаменты области

- Фатик
- Фундиунь
- Госсас